# Julián Carranza
Julián Simón Carranza (ur. 22 maja 2000 w Oncativo) – argentyński piłkarz pochodzenia włoskiego występujący na pozycji napastnika, od 2024 roku zawodnik holenderskiego Feyenoordu.